# Xã Rockford, Quận Caldwell, Missouri
Xã Rockford (tiếng Anh: Rockford Township) là một xã thuộc quận Caldwell, tiểu bang Missouri, Hoa Kỳ. Năm 2010, dân số của xã này là 555 người.